# 杰奎琳的眼泪
《杰奎琳的眼泪》（法語：Les larmes de Jacqueline），是19世紀法國作曲家雅克·奥芬巴赫所創作的一首大提琴曲，极富悲剧色彩。二十世紀九十年代中期巴伐利亞廣播交響樂團首席大提琴的維爾納·托馬斯-米富內（Werner Thomas-Mifune）爲了紀念他所崇敬的大提琴家賈桂林·杜普蕾，對奧芬巴赫的"賈桂林之淚"進行了改編，同時又改編成樂隊伴奏的版本，獻給賈桂林·杜普蕾.賈桂林·杜普蕾生前並未演奏此曲。